# Metropolia gdańska
Metropolia Gdańska – jedna z 14 metropolii obrządku łacińskiego w polskim Kościele katolickim. Ustanowiona 25 marca 1992 bullą „Totus Tuus Poloniae Populus” przez Jana Pawła II.

## Diecezje wchodzące w skład metropolii
1. Archidiecezja gdańska
2. Diecezja pelplińska
3. Diecezja toruńska

## Biskupi metropolii

### Biskupi diecezjalni
- Metropolita: ks. abp Tadeusz Wojda SAC (od 2021) (Gdańsk)
- Sufragan: ks. bp Ryszard Kasyna (od 2012) (Pelplin)
- Sufragan: ks. bp Arkadiusz Okroj (od 2025) (Toruń)

### Biskupi pomocniczy
- ks. bp Wiesław Szlachetka (od 2014) (Gdańsk)
- ks. bp Piotr Przyborek (od 2022) (Gdańsk)
- ks. bp Józef Szamocki (od 2000) (Toruń)

### Biskupi seniorzy
- ks. abp Sławoj Leszek Głódź (od 2020) (Gdańsk)
  - od 2021 z nakazem Stolicy Apostolskiej zamieszkania poza terenem archidiecezji[2][3]
- ks. bp Andrzej Suski (od 2017) (Toruń)

## Metropolici
- 1992–2008: abp Tadeusz Gocłowski CM
- 2008–2020: abp Sławoj Leszek Głódź
- od 25 III 2021: abp Tadeusz Wojda SAC

## Główne świątynie
- Bazylika Archikatedralna Trójcy Świętej w Gdańsku Oliwie
- Bazylika Katedralna Wniebowzięcia Najświętszej Maryi Panny w Pelplinie
- Bazylika Katedralna św. Jana Chrzciciela i św. Jana Ewangelisty w Toruniu
- Bazylika Konkatedralna Wniebowzięcia NMP w Gdańsku (Bazylika Mariacka)
- Bazylika Konkatedralna Świętej Trójcy w Chełmży

## Galeria

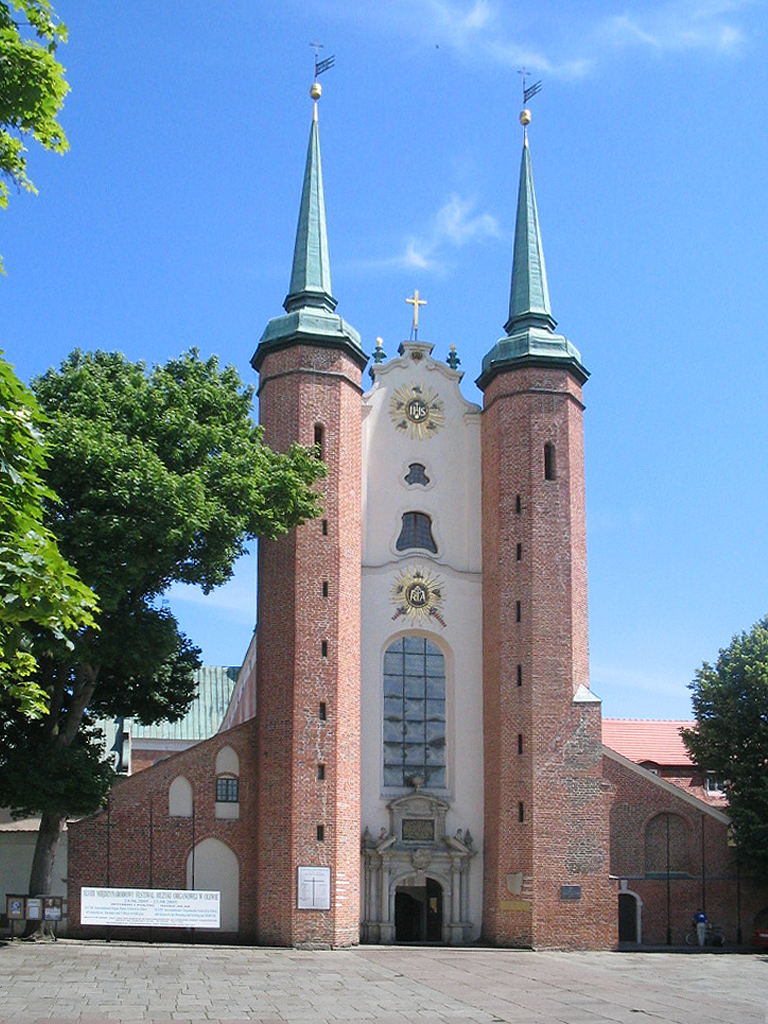
Bazylika archikatedralna w Gdańsku Oliwie
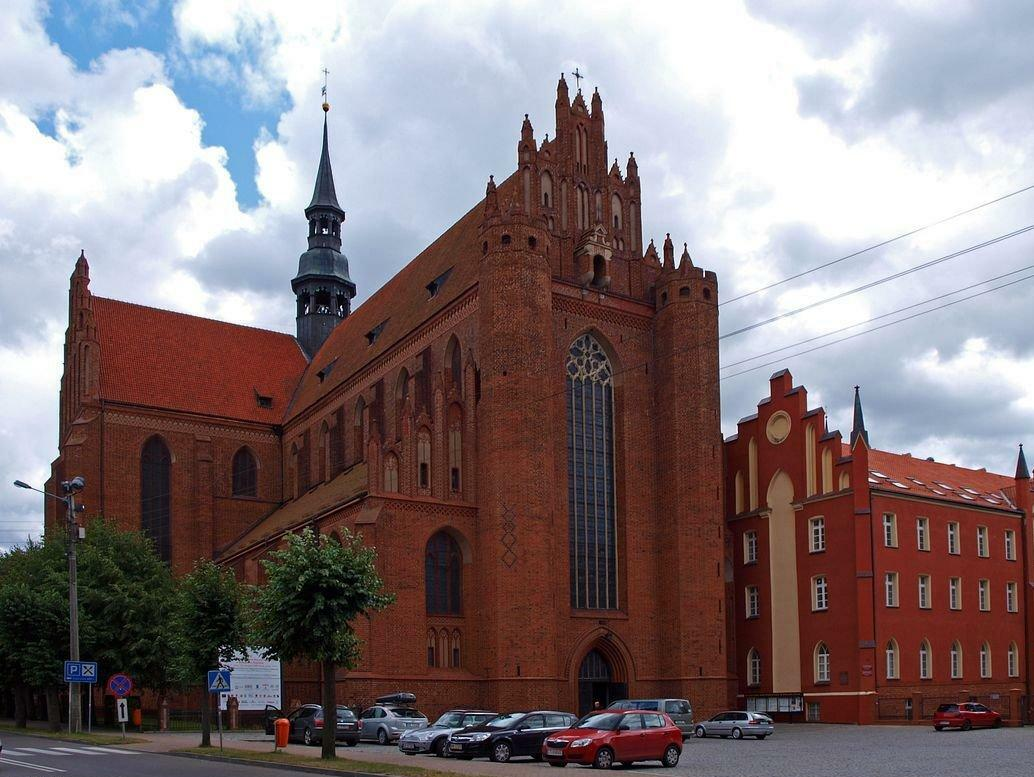
Bazylika katedralna Wniebowzięcia Najświętszej Maryi Panny w Pelplinie
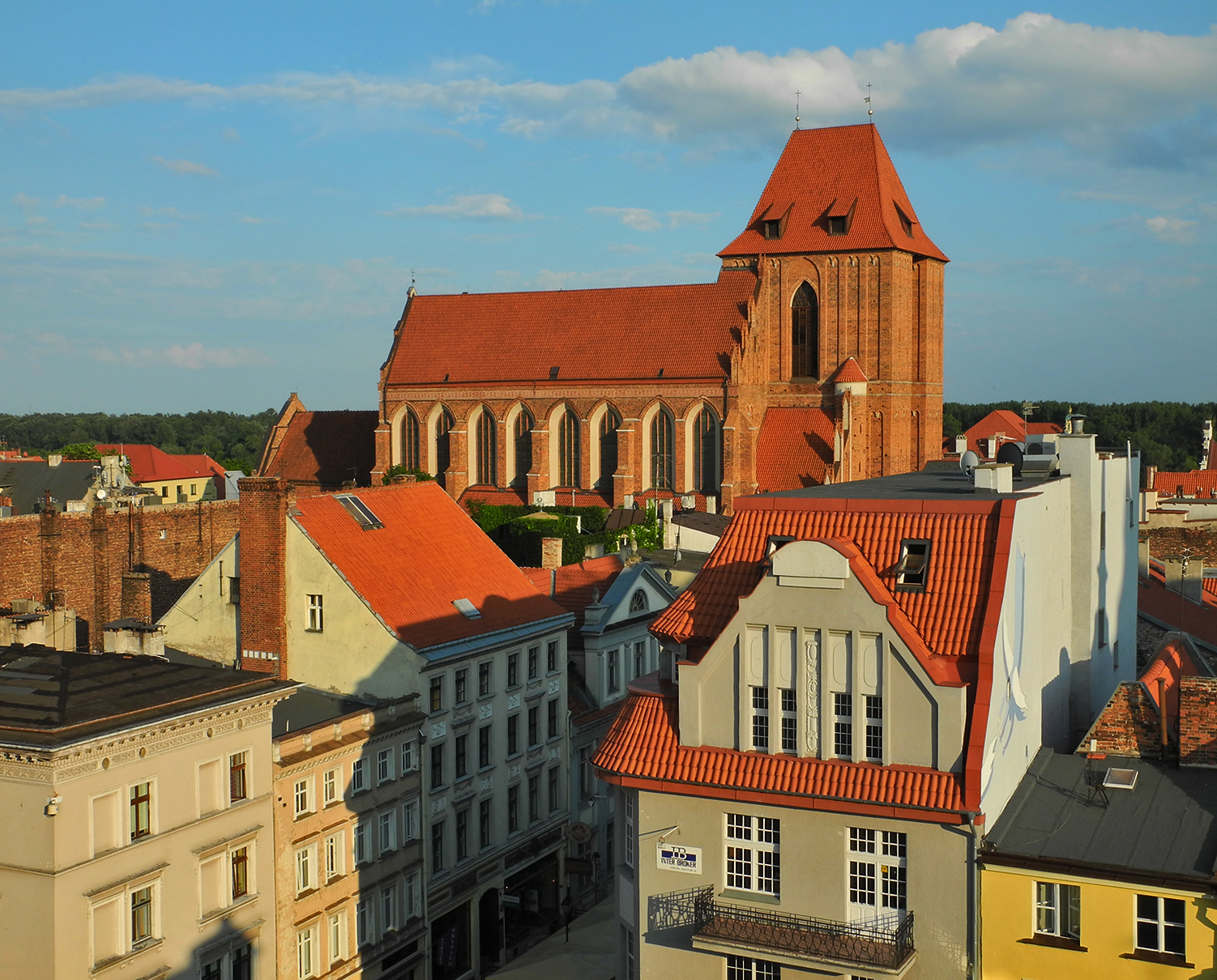
Bazylika katedralna św. Jana Chrzciciela i św. Jana Ewangelisty w Toruniu
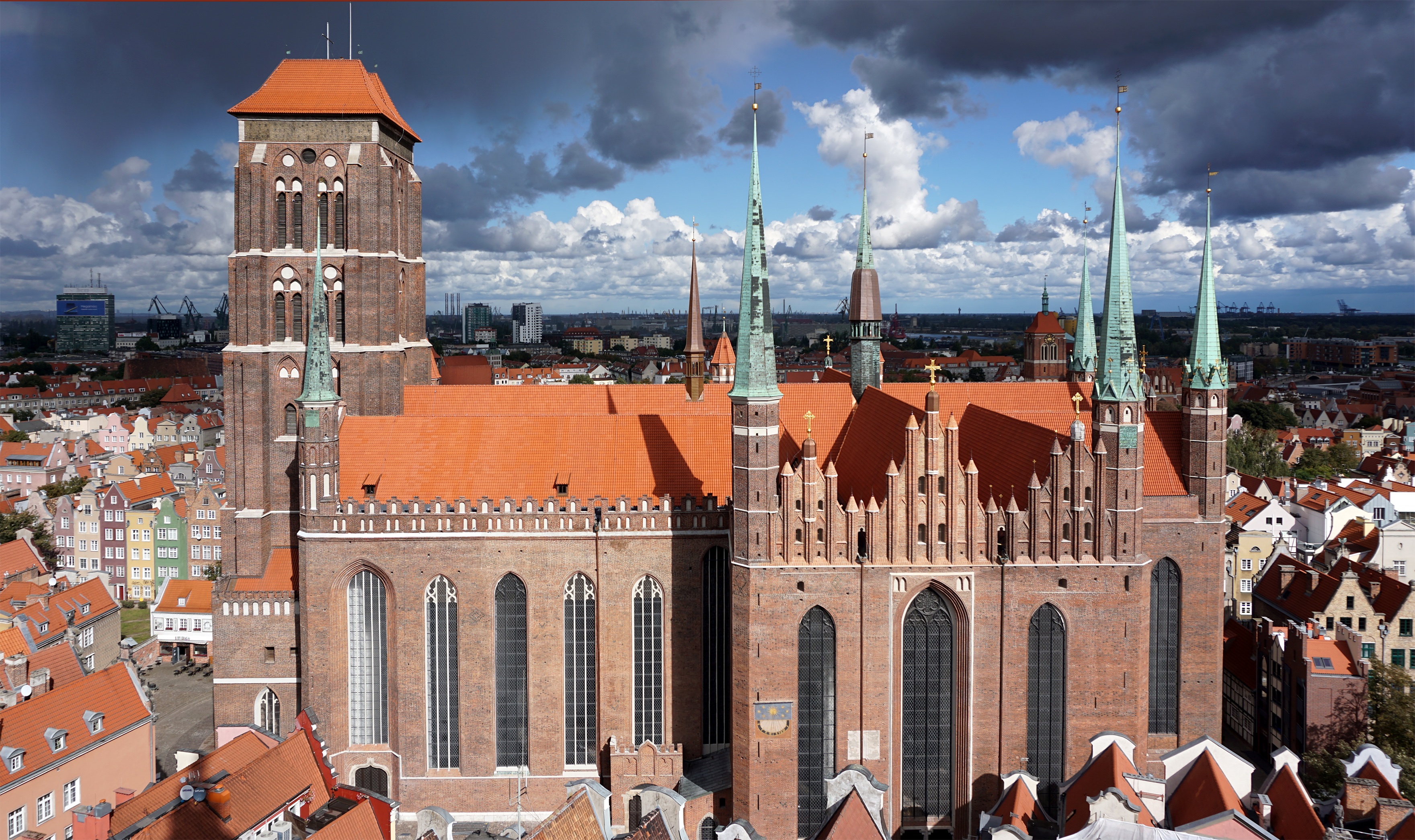
Bazylika konkatedralna Wniebowzięcia Najświętszej Maryi Panny w Gdańsku
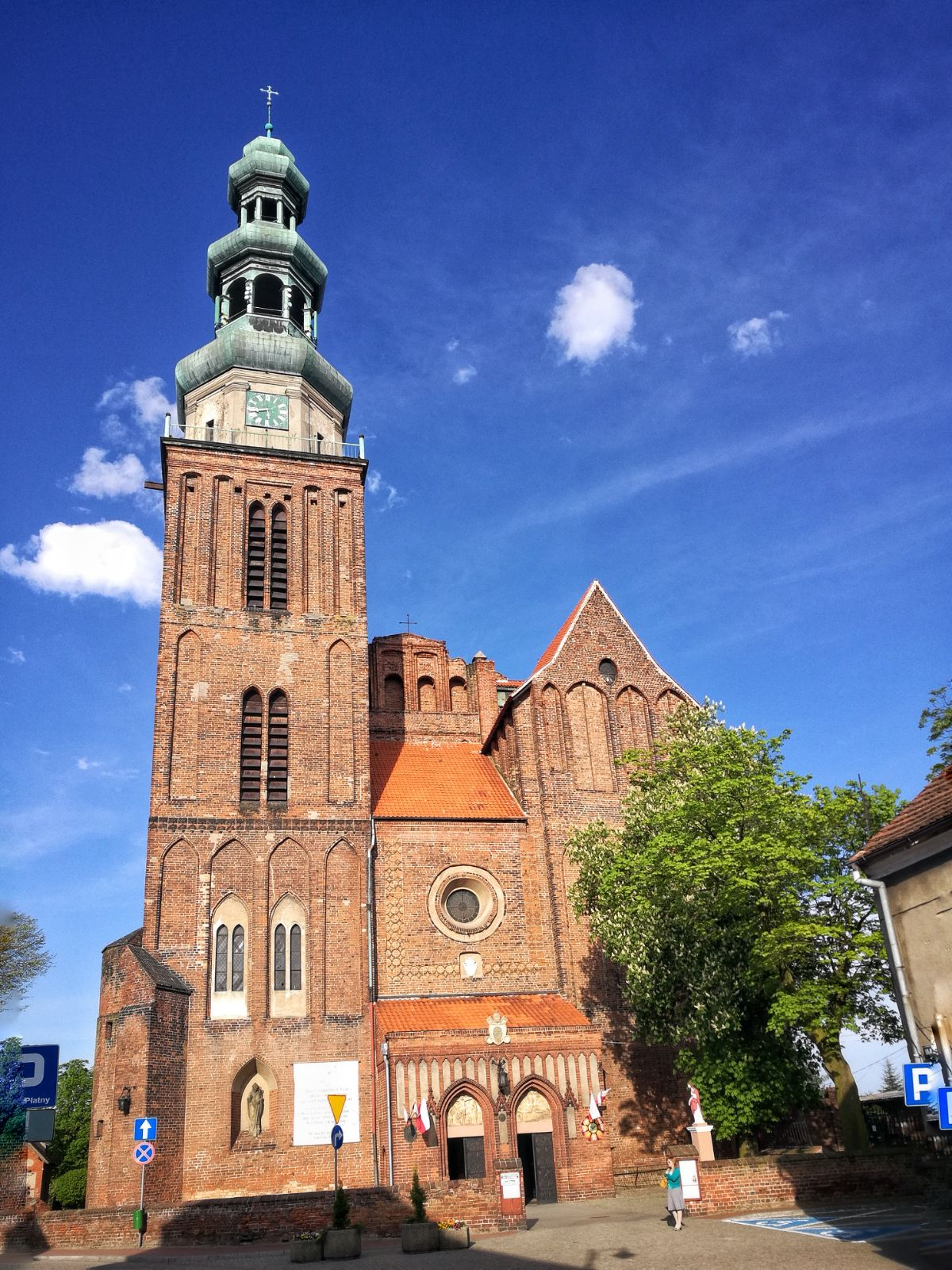
Bazylika konkatedralna Trójcy Świętej w Chełmży